# Sellos de España en 1997
Los sellos de España en el año 1997 fueron puestos en circulación por la Entidad Pública Empresarial Correos y Telégrafos de España (la impresión se realizó en la Fábrica Nacional de Moneda y Timbre). En total se emitieron 52 sellos postales (2 en hoja bloque), comprendidos en 33 series filatélicas de temáticas diversas. 

## Descripción
| Fecha de emisión | Nombre de la serie y/o del sello (descripción) | Dimensiones (mm)       | Valor facial (en ptas.) |
| ---------------- | --- | ---------------------- | ----------------------- |
| 30.01            | «Fauna española en peligro de extinción» 1) La gineta (Genetta genetta) | 28,8 × 40,9            | 32                      |
| 28.02            | «Juvenia» 1) Diseño ganador de la XV Exposición Nacional de Filatelia Juvenil Juvenia 97 celebrada en El Puerto de Santa María (Cádiz), que muestra el cartel oficial de la exposición | 28,8 × 40,9            | 32                      |
| 07.03            | «Día del Sello» 1) La boca de un buzón fabricado en piedra, de principio del siglo XX | 40,9 × 28,8            | 65                      |
| 12.03            | «Cine español» 1) Cartel de la película El viaje a ninguna parte (1986) dirigida por Fernando Fernán Gómez | 28,8 × 40,9            | 21                      |
| 12.03            | 2) Cartel de la película El Sur) (1983) dirigida por Víctor Erice | 28,8 × 40,9            | 32                      |
| 22.03            | «Día Mundial del Agua» 1) La Cascada de la Caprichosa y Baño de Diana del parque natural del Monasterio de Piedra en la provincia de Zaragoza | 28,8 × 40,9            | 65                      |
| 16.04            | «Barcos de época» (HB) 1) La Fragata Asturias del siglo XIX | 28,8 × 40,9 (87 × 164) | 21                      |
| 16.04            | 2) Un bergantín español de 16 cañones del siglo XIX | 28,8 × 40,9 (87 × 164) | 32                      |
| 22.04            | «Estructuras metálicas» 1) El puente de Vizcaya que une las localidades de Portugalete y Guecho (Vizcaya) | 40,9 × 28,8            | 32                      |
| 22.04            | 2) La Estación de Atocha y un tren del AVE en Madrid | 43,0 × 24,9            | 194                     |
| 30.04            | «Centenarios» 1) El científico y médico Josep Trueta i Raspall y detalle de la articulación de los huesos del brazo: húmero, radio y cúbito; en ocasión del centenario de su nacimiento | 40,9 × 28,8            | 32                      |
| 05.05            | «Europa 1997» 1) Serie anual a cargo de PostEurop, ese año bajo el tema Cuentos y leyendas; el sello muestra un motivo alusivo | 28,8 × 40,9            | 65                      |
| 08.05            | «Literatura española - Personajes de ficción» 1) Ilustración alusiva al El Lazarillo de Tormes que muestra el episodio en el que Lázaro entra al servicio del ciego | 28,8 × 40,9            | 21                      |
| 08.05            | 2) El Séneca, personaje creado por el escritor gaditano José María Pemán; el sello reproduce las imágenes del escritor y del actor Antonio Martelo, intérprete del personaje en la serie televisiva | 40,9 × 28,8            | 32                      |
| 17.05            | «Día das Letras Galegas» 1) Caricatura del escritor gallego Ánxel Fole con motivo del Día de las Letras Gallegas | 40,9 × 28,8            | 65                      |
| 30.05            | «Cómics» 1) La familia Ulises, historieta creada en 1945 por el dibujante Marino Benejam | 40,9 × 28,8            | 21                      |
| 30.05            | 2) El Guerrero del Antifaz, historieta creada en 1944 por el dibujante Manuel Gago García | 40,9 × 28,8            | 32                      |
| 05.06            | «Personajes populares» 1) El torero Manuel Rodríguez Sánchez, Manolete | 40,9 × 28,8            | 32                      |
| 05.06            | 2) El payaso Charlie Rivel (Josep Andreu i Lasserre) | 40,9 × 28,8            | 65                      |
| 13.06            | «Las Edades del Hombre» (HB) Con motivo de la exposición La ciudad de los seis pisos realizada por la fundación Las Edades del Hombre en la localidad de El Burgo de Osma (Soria) 1) Una tabla gótica con una escena de La Anunciación perteneciente a la Iglesia de Nuestra Señora de la Peña, en Ágreda    | 28,8 × 40,9 (92 × 148) | 21                      |
| 13.06            | 2) Fachada de la Catedral de El Burgo de Osma | 28,8 × 40,9 (92 × 148) | 32                      |
| 13.06            | 3) Códice del año 1086 con la imagen del Beato de El Burgo de Osma | 28,8 × 40,9 (92 × 148) | 65                      |
| 13.06            | 4) Estatua de Santo Domingo de Silos | 28,8 × 40,9 (92 × 148) | 140                     |
| 24.06            | «Deportes» 1) Cartel del XXX Campeonato Europeo de Baloncesto Masculino, Eurobasket ‘97, celebrado en Cataluña | 28,8 × 40,9            | 65                      |
| 08.07            | «Cumbre del Consejo Atlántico de la OTAN» 1) El logotipo de la XIV Cumbre del Consejo Atlántico de la OTAN celebrada en Madrid y la fuente de Cibeles | 40,9 × 28,8            | 65                      |
| 11.07            | «Monumento Universal a la Vendimia» 1) El Monumento Universal a la Vendimia en la localidad de Requena (Valencia) | 28,8 × 40,9            | 32                      |
| 24.07            | «Centenarios» 1) El político Antonio Cánovas del Castillo en ocasión del centenario de su fallecimiento | 28,8 × 40,9            | 21                      |
| 24.07            | 2) Un lienzo que conmemora la llegada de la Virgen de la Asunción, patrona de la ciudad, y el reverso de una moneda romana; en celebración del bimilenario de la ciudad de Elche | 28,8 × 40,9            | 32                      |
| 24.07            | 3) Una imagen del ataque de la armada inglesa a Santa Cruz de Tenerife en conmemoración del bicentenario de la defensa de Tenerife | 40,9 × 28,8            | 65                      |
| 30.07            | «Lazo azul» 1) Un lazo azul como símbolo de paz y libertad en homenaje a todas las víctimas del grupo terrorista ETA | 28,8 × 40,9            | 32                      |
| 12.09            | «Arte español» 1) Retrato del escultor Mariano Benlliure junto a su obra Soplo de vida | 28,8 × 40,9            | 32                      |
| 12.09            | 2) La fotografía Remero vasco del fotógrafo José Ortiz Echagüe | 28,8 × 40,9            | 65                      |
| 17.09            | «Exposición Mundial de Pesca» 1) El logotipo de la IV Exposición Mundial de Pesca, celebrada en Vigo, junto a un motivo alusivo | 40,9 × 28,8            | 32                      |
| 24.09            | «Efemérides» 1) Una panorámica de Melilla en ocasión del quinto centenario de su fundación, y el logotipo de la conmemoración | 28,8 × 40,9            | 21                      |
| 24.09            | 2) La imagen de San Pascual Baylón en un cuadro del siglo XVII, en ocasión del centenario de la proclamación del santo como patrono universal de los Congresos Eucarísticos | 28,8 × 40,9            | 32                      |
| 24.09            | 3) Un dibujo que representa al poeta valenciano Ausiàs March en conmemoración del sexto centenario de su nacimiento | 40,9 × 28,8            | 65                      |
| 26.09            | «Bienes culturales y naturales patrimonio mundial de la humanidad» Dos iglesias prerrománicas de Asturias incluidas en la lista de Patrimonio de la Humanidad de la UNESCO 1) San Julián de los Prados en Oviedo                                                                                             | 49,8 × 33,8            | 21                      |
| 26.09            | 2) Santa Cristina de Lena en el concejo de Lena | 49,8 × 33,8            | 32                      |
| 01.10            | «Asociación Internacional de Museos de Transportes y Comunicaciones» 1) El logotipo de la Asociación Internacional de Museos de Transportes y Comunicaciones (IATM) y el del XIX Congreso de la misma celebrado en Madrid entre los días 4 y 10 de octubre                                                   | 28,8 × 40,9            | 140                     |
| 04.10            | «EXFILNA '97» 1) Una imagen del monumento a Don Pelayo, que se encuentra frente al Palacio de Revillagigedo, con la Cruz de la Victoria en alto, con motivo de la XXXV Exposición Filatélica Nacional (Exfilna), celebrada en Gijón La hoja bloque muestra la fachada principal del Palacio de Revillagigedo | 28,8 × 40,9 (105 × 78) | 140                     |
| 10.10            | «UPAEP 1997» 1) Imagen de un cartero, es el diseño elegido por España para la emisión conjunta de la UPAEP, ese año bajo el tema El cartero | 28,8 × 40,9            | 65                      |
| 11.10            | «Inauguración del Teatro Real de Madrid» 1) Imagen del tenor Miguel Fleta en conmemoración del centenario de su nacimiento | 28,8 × 40,9            | 21                      |
| 11.10            | 2) La fachada del Teatro Real de Madrid | 28,8 × 40,9            | 32                      |
| 17.10            | «Centenarios» 1) Con motivo del V centenario de la fundación de la ciudad tinerfeña de San Cristóbal de La Laguna, se reproduce el escudo de armas que le fue concedido por la Corona de Castilla en 1510 | 28,8 × 40,9            | 32                      |
| 23.10            | «Día Mundial del Síndrome de Down» 1) El logotipo del VI Congreso Mundial sobre el Síndrome de Down, celebrado en Madrid entre el 23 y el 26 de octubre | 40,9 × 28,8            | 65                      |
| 14.11            | «150º aniversario de la Facultad de Veterinaria de Córdoba» 1) La fachada de la Facultad de Veterinaria de Córdoba | 40,9 × 28,8            | 21                      |
| 20.11            | «Navidad 1997» 1) El cuadro La Adoración de los Reyes (siglo XV) del pintor palentino Pedro Berruguete | 28,8 × 40,9            | 32                      |
| 28.11            | «Ruta de los caminos del Sefarad» 1) La Porta Negra de la localidad de Ribadavia (Orense) | 40,9 × 28,8            | 21                      |
| 28.11            | 2) Imagen de una casa de la judería de Cáceres | 40,9 × 28,8            | 32                      |
| 28.11            | 3) Detalle de la Sinagoga de Córdoba | 40,9 × 28,8            | 32                      |
| 28.11            | 4) Imagen de una calle de la judería de Gerona | 40,9 × 28,8            | 65                      |
| 05.12            | «Logros deportivos españoles» 1) Motivo alusivo al triunfo de la selección española sobre el equipo inglés en el Mundial de Fútbol de 1950, partido celebrado en el Estadio Maracaná (Río de Janeiro) | 40,9 × 28,8            | 32                      |